# Връхни ъгли
Връхните ъгли са ъгли, които се образуват при пресичането на две прави. Те са срещуположни. Всеки два връхни ъгъла са равни.
Ако имате две пресечени линии имате и две двойки връхни ъгли. Като знаете, че единият ъгъл е например 20 градуса, лесно можем да намерим останалите ъгли. Има два начина за това:
I. Сборът на ъгълът, за който знаем, че е равен на 20 градуса и съседният му ъгъл е 180 градуса (по теорема). Като извадим 20 от 180 получаваме 160 градуса. Толкова е съседният ъгъл на дадения и щом вече знаем, че връхните ъгли са равни, можем и да означим градусите на останалите ъгли.
II. Сборът на всички ъгли при две пресечени линии е 360 градуса (по теорема). Знаем, че единият от ъглите е 20 градуса, значи неговия връхен е също 20 градуса. Като извадим сумата от двойката връхни ъгли от сбора на всички ъгли (в случая 360 – (20+20) или 360 – 20.2) получаваме сумата от другата двойка връхни ъгли. Като разделим на две получаваме съседният ъгъл на дадения.